# 未来派宣言
未来派宣言（みらいはせんげん、伊: Manifesto del futurismo, 仏: Manifeste du futurisme, 英: Futurist Manifesto）は フィリッポ・トンマーゾ・マリネッティが発表した芸術思想文書である。

## 概要
マリネッティは1908年の秋に文書を構想し、1909年に詩集の前文として発表した。この文書は、1909年2月, イタリアボローニャの新聞に掲載され、同年同月にフランスのフィガロ紙にも掲載された。 未来派運動はこの文章の発表から始まった。
- 未来派宣言

『……機銃掃射をも圧倒するかのように咆哮する自動車は、《サモトラケのニケ》よりも美しい。……』（未来主義創立宣言（1909年）より引用）
フィリッポ・トンマーゾ・マリネッティは1909年2月29日、パリの「フィガロ」紙に「未来主義創立宣言」を発表した。全11箇条のうちの第4条に、この有名な言葉が登場する。「速度の美」の華々しい称揚である。それを体現するのが「自動車」、対照的に引き合いに出されるのが「サモトラケのニケ」である。